# Fuddruckers
A Fuddruckers (por vezes abreviada Fudds) é uma cadeia de restaurantes americana de fast casual e franchisada, especializada em hambúrgueres. O conceito da Fuddruckers consiste em oferecer hambúrgueres grandes em que a carne é moída no local e os pães são cozinhados no local. Em 2019, a Fuddruckers tinha 49 restaurantes operados pela empresa e 107 franquias nos Estados Unidos e em todo o mundo. A sede da empresa situa-se em Houston, Texas. Em 8 de setembro de 2020, o proprietário da Fuddruckers, Luby's, Inc., anunciou que planejava liquidar os ativos existentes, incluindo os ativos da Fuddruckers, distribuindo o produto aos investidores após a proposta de venda das redes. Em 21 de junho de 2021, a Black Titan Franchise Systems anunciou um acordo para adquirir a Fuddruckers por US$ 18,5 milhões.

## História

### Fundação e crescimento
A Fuddruckers foi fundada sob o nome Freddie Fuddruckers em 1979 por Philip J. Romano em San Antonio, Texas, e foi estabelecida num antigo banco que foi convertido num restaurante. A iniciativa de Philip J. Romano de fundar a cadeia deveu-se ao fato de acreditar que "o mundo precisava de um hambúrguer melhor." O conceito da Fuddruckers baseava-se na oferta de grandes hambúrgueres em que a carne era grelhada no local e o pão era cozinhado dentro do restaurante, e os hambúrgueres e outros pratos eram oferecidos com "muitas fatias frescas de tomate, cebola, alface e recipientes de queijo derretido". Na Califórnia, a Fuddruckers competia no topo do mercado da comida rápida contra cadeias como a Flakey Jake's. Em alguns locais, a concorrência era frontal, como em Northridge, na Califórnia. Em 1988, havia 150 restaurantes na cadeia, de acordo com um artigo do The New York Times.2 Romano deixou a cadeia em 1988 para fundar o Romano's Macaroni Grill. Numa entrevista, Romano disse: "Senti que tinha feito tudo o que podia pelo conceito.
O Fuddruckers foi adquirido em novembro de 1988 por Michael Cannon e, posteriormente, pela Magic Brands. Por vezes, o restaurante tomou decisões muito controversas; por exemplo, em 2010, implementou uma política que impedia os clientes de transportar armas à vista de todos, exceto se fossem agentes da polícia. Consequentemente, a política foi controversa; a Fuddruckers receava que os outros clientes ficassem assustados com a visão de armas de fogo no estabelecimento, mas causou incomodo aos proprietários de armas, que retaliaram para desacreditar a Fuddruckers através de retaliações.

### Falência e mudanças de proprietário
A recessão que começou no final de 2000 teve um impacto grave no setor da restauração, incluindo a Fuddruckers. Em 22 de abril de 2010, o proprietário da Fuddruckers, a Magic Brands LLC, sediada em Austin, anunciou planos para declarar falência. Vendeu a maior parte de suas ações, incluindo a Fuddruckers e as marcas de restaurantes Koo Koo Roo, ao Tavistock Group. No mesmo dia, a empresa informou que 24 estabelecimentos da Fuddruckers seriam encerrados. A Magic Brands tinha planejado vender a maioria das ações ao Tavistock Group por cerca de US$ 40 milhões.
Em 18 de junho de 2010, a Luby's anunciou a compra da Fuddruckers e o negócio foi feito por US$ 61 milhões através de um leilão. Uma segunda estimativa colocou a venda em US$ 62 milhões. A compra da Fuddruckers e da Koo Koo Roo pela Luby's foi finalizada durante o verão de 2010.
Em 2011, houve problemas com o uso da marca Fuddruckers, de acordo com o Wall Street Journal.

### Encerramento e dissolução da Luby's
Em 3 de junho de 2020, o Conselho de Administração da Luby's anunciou planos para vender todas as suas divisões operacionais e ativos, incluindo ativos imobiliários. Esta decisão foi influenciada, em parte, pelas circunstâncias que rodearam a pandemia da COVID-19. O produto líquido das transações beneficiará os acionistas da Luby's. A empresa não tinha um cronograma definitivo para futuras transações, mas esperava eventualmente encerrar as operações restantes.
Em 8 de setembro de 2020, a Luby's anunciou ainda que tinha adotado um plano para liquidar todos os seus ativos existentes, em vez de operar na forma atual ou simplesmente vender divisões.
Em 11 de setembro de 2020, havia 80 Luby's e Fuddruckers ainda em funcionamento.
99% dos acionistas da Luby's votaram a favor da dissolução em novembro de 2020. A Luby's planejou fechar todas as localizações até agosto de 2021.

### Venda a uma filial de Nicholas Perkins
Em 17 de junho de 2021, a Luby's anunciou que tinha celebrado um acordo para vender as operações comerciais do franchising Fuddruckers à Black Titan Franchise Systems LLC, uma afiliada de Nicholas Perkins. Como resultado, as restantes localizações da Fuddruckers permaneceram abertas para além da data de encerramento previamente planeada para agosto de 2021.